# Поліантес
Поліантес (Polianthes) — рід квіткових рослин підродини агавові (Agavoideae) родини холодкові (Asparagaceae).

## Таксономія
Всі види, раніше поміщені в Polianthes, є ендемічними для Мексики, хоча Agave amica натуралізувалася і в інших місцях. Деякі види, нині включені до складу агави, перераховані нижче з синонімами з Всесвітнього контрольного списку окремих родин рослин.
Рід Поліантес включає 17 видів.
- Polianthes bicolor E.Solano, Camacho & García-Mend.
- Polianthes densiflora (B.L.Rob. & Fernald) Shinners
- Polianthes durangensis Rose
- Polianthes elongata Rose
- Polianthes geminiflora (Lex.) Rose
- Polianthes howardii Verh.-Will.
- Polianthes longiflora Rose
- Polianthes michoacana M.Cedano, Delgad. & Enciso
- Polianthes montana Rose
- Polianthes multicolor E.Solano & Dávila
- Polianthes nelsonii Rose
- Polianthes oaxacana García-Mend. & E.Solano
- Polianthes palustris Rose
- Polianthes platyphylla Rose — Поліантес широколистий
- Polianthes pringlei Rose
- Polianthes sessiliflora (Hemsl.) Rose
- Polianthes tuberosa L. — Тубероза